# Municipio de Scambler
El municipio de Scambler (en inglés: Scambler Township) es un municipio ubicado en el condado de Otter Tail en el estado estadounidense de Minnesota. En el año 2010 tenía una población de 476 habitantes y una densidad poblacional de 5,06 personas por km².

## Geografía
El municipio de Scambler se encuentra ubicado en las coordenadas 46°39′56″N 96°6′10″O / 46.66556, -96.10278. Según la Oficina del Censo de los Estados Unidos, el municipio tiene una superficie total de 94.04 km², de la cual 83,23 km² corresponden a tierra firme y (11,49 %) 10,81 km² es agua.

## Demografía
Según el censo de 2010, había 476 personas residiendo en el municipio de Scambler. La densidad de población era de 5,06 hab./km². De los 476 habitantes, el municipio de Scambler estaba compuesto por el 98,95 % blancos, el 0,42 % eran afroamericanos, el 0,21 % eran de otras razas y el 0,42 % eran de una mezcla de razas. Del total de la población el 0,63 % eran hispanos o latinos de cualquier raza.